# Alchemilla valdehirsuta
Alchemilla valdehirsuta é uma espécie de rosácea do gênero Alchemilla, pertencente à família Rosaceae.